# Hungary tại Thế vận hội Mùa hè 1896
Hungary tham dự Thế vận hội Mùa hè 1896 tại Athena, Hy Lạp. Kết quả của Áo và Hungary tại các Thế vận hội ban đầu được tính riêng dù rằng hai nước lúc đó nằm trong liên bang Áo-Hung.
Bảy vận động viên từ Hungary tham gia sáu bộ môn. Huy chương của Hungary giành được cho 18 trận trong 15 nội dung.

## Huy chương
Hungary đứng hạng sáu trong tổng số huy chương, với hai HCV và tổng cộng là sáu HC

### Vàng
- Alfréd Hajós — Bơi, 100 m bơi sải nam
- Alfréd Hajós — Bơi, 1200 m bơi sải nam

### Bạc
- Nándor Dáni — Điền kinh, 800 m nam

### Đồng
- Gyula Kellner — Điền kinh, Maratong nam
- Alajos Szokolyi — Điền kinh, 100 m nam
- Momcsilló Tapavicza — Quần vợt, Đơn nam

## Điền kinh

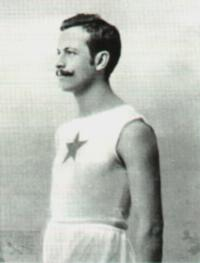
Nándor Dáni

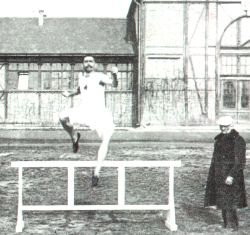
Alajos Szokolyi

| Nội dung       | Hạng | Vận động viên   | Vòng loại  | Chung kết |
| -------------- | ---- | --------------- | ---------- | --------- |
|                |      |                 |            |           |
| 100 m          | 3    | Alajos Szokolyi | 12,75 giây | 12,6 giây |
|                |      |                 |            |           |
| 800 m          | 2    | Nándor Dáni     | 2:10,2     | 2:11,8    |
|                |      |                 |            |           |
| 110 m vượt rào | –    | Alajos Szokolyi | Không biết | Bị loại   |
|                |      |                 |            |           |
| Maratong       | 3    | Gyula Kellner   | Không có   | 3:06:35   |
|                |      |                 |            |           |

| Nội dung     | Hạng | Vận động viên   | Điểm cao nhất |
| ------------ | ---- | --------------- | ------------- |
|              |      |                 |               |
| Nhảy ba bước | 4    | Alajos Szokolyi | 11,26 m       |
|              |      |                 |               |

## Thể dục dụng cụ
| Nội dung      | Hạng | Vận động viên   |
| ------------- | ---- | --------------- |
|               |      |                 |
| Xà kép        | –    | Gyula Kakas     |
| Xà kép        | –    | Desiderius Wein |
|               |      |                 |
| Xà đơn        | –    | Gyula Kakas     |
| Xà đơn        | –    | Desiderius Wein |
|               |      |                 |
| Ngựa gỗ       | –    | Gyula Kakas     |
| Ngựa gỗ       | –    | Desiderius Wein |
|               |      |                 |
| Ngựa tay quay | –    | Gyula Kakas     |
|               |      |                 |
| Vòng treo     | –    | Desiderius Wein |
|               |      |                 |

## Bơi

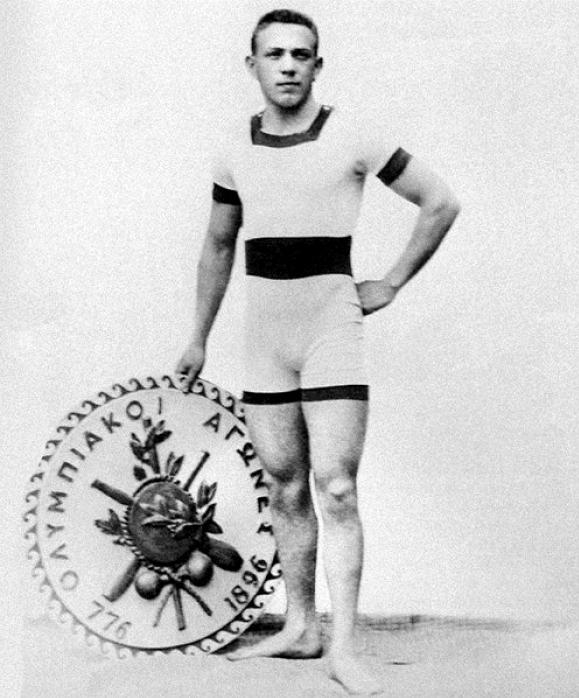
Alfréd Hajós

| Nội dung       | Hạng | Vận động viên | Thời gian |
| -------------- | ---- | ------------- | --------- |
|                |      |               |           |
| 100 m bơi sải  | 1    | Alfréd Hajós  | 1:22,2    |
|                |      |               |           |
| 1200 m bơi sải | 1    | Alfréd Hajós  | 18:22,2   |
|                |      |               |           |

## Quần vợt
| Nội dung | Hạng | Vận động viên       | Vòng 1 | Tứ kết | Bán kết | Chung kết |
| -------- | ---- | ------------------- | ------ | ------ | ------- | --------- |
|          |      |                     |        |        |         |           |
| Đơn      | 3    | Momcsilló Tapavicza | Thắng  | Miễn   | Thua    | Bị loại   |
|          |      |                     |        |        |         |           |

| Quốc gia đối thủ | Thắng | Thua | Phần trăm |
| ---------------- | ----- | ---- | --------- |
| Hy Lạp           | 1     | 1    | 0,500     |
|                  |       |      |           |
| Tổng cộng        | 1     | 1    | 0,500     |

## Cử tạ
| Nội dung | Hạng | Vận động viên       | Điểm cao nhất |
| -------- | ---- | ------------------- | ------------- |
|          |      |                     |               |
| Hai tay  | 6    | Momcsilló Tapavicza | Không biết    |
|          |      |                     |               |

## Vật
| Nội dung     | Hạng | Vận động viên       | Tứ kết | Bán kết | Chung kết |
| ------------ | ---- | ------------------- | ------ | ------- | --------- |
|              |      |                     |        |         |           |
| Hy Lạp-La Mã | 4    | Momcsilló Tapavicza | Thua   | Bị loại | Bị loại   |
|              |      |                     |        |         |           |

| Quốc gia đối thủ | Thắng | Thua | Phần trăm |
| ---------------- | ----- | ---- | --------- |
| Hy Lạp           | 0     | 1    | 0,000     |
|                  |       |      |           |
| Tổng cộng        | 0     | 1    | 0,000     |